# Eddie Hodges
Eddie Hodges (Hattiesburg, 5 marzo 1947) è un attore statunitense, attivo come cantante e attore bambino dal 1957 al 1969.

## Biografia
Nato nel 1947 in Mississippi, Hodges si trasferì con la famiglia a New York nel 1952, dove cominciò la sua carriera di cantante e attore bambino. Nel 1957 contribuì al successo del musical The Music Man, interpretando il personaggio di "Winthrop Paroo" e la canzone Gary, Indiana. Venne premiato con un Theatre World Award e un Grammy Award.
Fece quindi il suo debutto cinematografico nel film Un uomo da vendere (1959), interpretando con Frank Sinatra la canzone High Hopes. In totale Hodges prese parte a 8 film, oltre a numerose presenze televisive. Il suo ruolo più celebre è quello del protagonista nel film Le avventure di Huck Finn (1960), che lo rese famoso a livello internazionale.

## Filmografia parziale

### Cinema
- Un uomo da vendere (A Hole in the Head), regia di Frank Capra (1959)
- Le avventure di Huck Finn (The Adventures of Huckleberry Finn), regia di Michael Curtiz (1960)
- The Secret World of Eddie Hodges, regia di Norman Jewison (1960)
- Tempesta su Washington (Advise & Consent), regia di Otto Preminger (1962)
- Magia d'estate (Summer Magic), regia di James Neilson (1963)
- C'mon, Let's Live a Little, regia di David Butler (1967)
- Il più felice dei miliardari (The Happiest Millionaire), regia di Norman Tokar (1967)
- Live a Little, Love a Little, regia di Norman Taurog (1968)

### Televisione
- Bonanza – serie TV, episodio 7x13 (1965)
- Cimarron Strip – serie TV, episodio 1x20 (1968)
- Tre nipoti e un maggiordomo (Family Affair) – serie TV, episodio 3x25 (1969)

## Spettacoli teatrali
- The Music Man, regia di Morton Da Costa (Broadway, 19 dicembre 1957 - 15 aprile 1961)
- Critic's Choice, regia di Otto Preminger (Ethel Barrymore Theatre, 14 dicembre 1960 - 27 maggio 1961)

## Riconoscimenti
- Young Hollywood Hall of Fame (1960's)[1]